# Trögershäuser
Trögershäuser ist ein Gemeindeteil von Geroldsgrün im Landkreis Hof (Oberfranken, Bayern). Trögershäuser liegt in der Gemarkung Geroldsgrün.

## Geografie
Der Weiler bildet mit Geroldsgrün im Nordwesten eine geschlossene Siedlung. Diese liegt an der Ölsnitz. Die Staatsstraße 2198 führt nach Straßdorf zu einer Anschlussstelle der Bundesstraße 173 (4,8 km südlich).

## Geschichte
Von 1797 bis 1808 unterstand der Ort dem Justiz- und Kammeramt Naila. Mit dem Gemeindeedikt wurde Trögershäuser dem 1812 gebildeten Steuerdistrikt Geroldsgrün und der zugleich gebildeten Ruralgemeinde Geroldsgrün zugewiesen.

### Einwohnerentwicklung
| Jahr      | 001861 | 001871 | 001885 | 001900 | 001925 | 001950 | 001961 | 001970 | 001987 |
| Einwohner | *      | 28     | 22     | 23     | 39     | 34     | 30     | 26     | †      |
| Häuser    |        |        | 3      | 3      | 4      | 4      | 4      |        | †      |
| Quelle    | [ 6 ]  | [ 7 ]  | [ 8 ]  | [ 9 ]  | [ 10 ] | [ 11 ] | [ 12 ] | [ 13 ] | [ 14 ] |

## Religion
Der Ort ist evangelisch-lutherisch geprägt und bis heute nach St. Jakob (Geroldsgrün) gepfarrt.